# Blåvand Fuglestation
Blåvand Fuglestation er en fuglestation beliggende i Blåvands Huk, på Jyllands vestligste punkt. Stationen har til huse i bygninger ejet af Varde Kommune, og stedet drives af Dansk Ornitologisk Forening.
Stedet blev taget i brug 10. august  1963, og i august 2013 var der i Blåvand indtastet 531.343 observationer i fuglestationens database af mere end 30 mio. fugle fordelt på 330 forskellige fuglearter.